# Университет Сонгюнгван
Университет Сонгюнгван (кор. 성균관대학교, англ. Sungkyunkwan University, сокращенно: SKKU) — старейший университет Кореи, его история начинается с основанной в 1398 году академии конфуцианства Сонгюнгван. В 1895 году преобразован в современный университет.

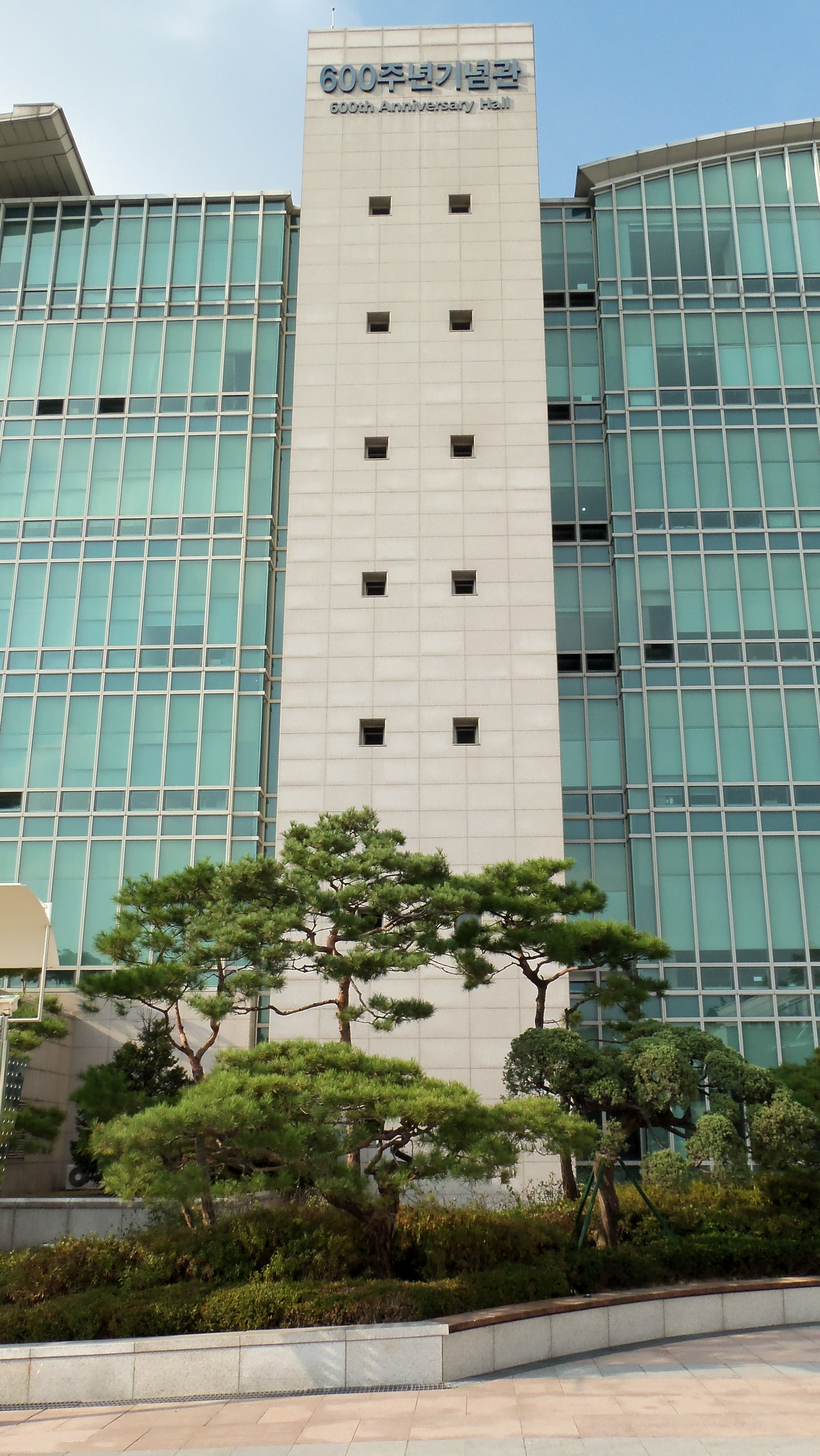

В 1946 году, после получения Кореей независимости, Сонгюнгван был возрожден на средства конфуцианцев мира. В 1950 году все университетские здания погибли в пожаре.
На 2023 год входит в пятёрку лучших университетов страны.
Расположен в городе Сеул.

## Спорт
В университете есть своя футбольная команда, тренером которой является Соль Ги Хён, известный по играм за бельгийский «Андерлехт».